# Trident (voilier)
Pour les articles homonymes, voir Trident (homonymie).
Le Trident, également appelé Trident 80, est un petit quillard sloop habitable de 8 mètres. Dessiné par l'architecte naval Daniel Tortarolo, il est construit en plastique par la société SMAP Neptune à plus de 700 unités de 1975 à 1988,.